# Spaniopus monospilus
Spaniopus monospilus är en stekelart som först beskrevs av Thomson 1878.  Spaniopus monospilus ingår i släktet Spaniopus och familjen puppglanssteklar. Arten är reproducerande i Sverige. Inga underarter finns listade i Catalogue of Life.